# Nectria ellisii
Nectria ellisii är en svampart som beskrevs av C. Booth 1959. Nectria ellisii ingår i släktet Nectria och familjen Nectriaceae.  Arten är reproducerande i Sverige. Inga underarter finns listade i Catalogue of Life.